# Хамфрис, Башир
Баши́р Ха́мфрис (англ. Bashir Humphreys; 15 марта 2003) — английский футболист, защитник клуба «Бернли».

## Карьера
Хамфрис — воспитанник клуба «Рединг». В 15 лет он подписал контракт с «Челси» на получение стипендии. В октябре 2021 года подписал с клубом профессиональный контракт.
27 декабря 2022 года попал в заявку команды на матч Премьер-Лиги против «Борнмута»; на поле не появился. 8 января 2023 года в 3-м раунде Кубка Англии по футболу против «Манчестер Сити» он дебютировал за «Челси». 27 января был арендован немецким клубом «Падерборн 07» до конца сезона.

## Карьера в сборной
Имеет угандийское происхождение.
14 января 2019 года в товарищеском матче против сверстников из Албании он дебютировал за Англию (до 16 лет). В июне 2022 года был включен в заявку национальной сборной на чемпионат Европы до 19 лет. На турнире сыграл в матчах против Сербии и Израиля.

## Достижения
Сборная Англии (до 19 лет)
- Победитель чемпионата Европы (до 19 лет): 2022